# 635 г. пр.н.е.

## Събития

### В Азия

#### В Асирия
- Цар на Асирия е Ашурбанипал (669/8 – 627 г. пр.н.е.).[1]
- Цар Кандалану (648/7 – 627 г. пр.н.е.) управлява Вавилон като подчинен на асирийския цар.[2]
- Около тази година или около 625 г. пр.н.е. се състои последния голям военен сблъсък между асирийците и кимерийците, в който първите побеждават с помощ и от страна на скитите.[3]

#### В Урарту
- Владетелят на държавата Урарту Сардури III (639 – 635 г. пр.н.е.) е наследен от цар Еримена (635 – 629 г. пр.н.е.).[4]

### В Африка

#### В Египет
- Псаметих (664 – 610 г. пр.н.е.) е фараон на Египет.[5][6]

### В Европа

#### В Римското царство
- В периода 635 – 575 г. пр.н.е. пространството на Римския форум е павирано и превърнато от жилищна зона в публично пространство с церемониални сгради.[7]